# Elisabetta della Rovere
Elisabetta della Rovere (Urbino, 1529 – Massa, 6 giugno 1561) fu una nobildonna di Urbino, marchesa di Massa e signora di Carrara.

## Biografia
Era figlia di Francesco Maria I della Rovere, duca di Urbino, e di Eleonora Gonzaga della Rovere.
Venne data in sposa a Alberico I Cybo-Malaspina. Il matrimonio fu celebrato a Roma nel 1552.
L'anno dopo, il 16 giugno 1553, assunse il rango di marchesa consorte di Massa e Signora di Carrara.
Morì nel 1561 e suo marito si risposò con Isabella di Capua, figlia del duca di Termoli Vincenzo di Capua.

## Discendenza
Diede al marito un solo figlio:
- Alderano (Massa, 9 dicembre 1552 – Ferrara, 16 novembre 1606), che sposò Marfisa d'Este e che premorì al padre: suo figlio Carlo divenne principe di Massa e marchese di Carrara nel 1623.

## Ascendenza
|                                |                    |                         | Genitori                         |  |  | Nonni |  |  | Bisnonni               |  |  | Trisnonni             |  |
|                                |                    |                         |                                  |  |  |       |  |  | Raffaello della Rovere |  |  | Leonardo della Rovere |  |
|                                |                    |                         |                                  |  |  |       |  |  | Raffaello della Rovere |  |  | Leonardo della Rovere |  |
|                                |                    | Luchina Monleoni        |                                  |  |  |       |  |  | Raffaello della Rovere |  |  |                       |  |
| Giovanni della Rovere          |                    |                         |                                  |  |  |       |  |  | Raffaello della Rovere |  |  |                       |  |
|                                |                    | Teodora Manirolo        | Giovanni Manirola                |  |  |       |  |  |                        |  |  |                       |  |
|                                |                    | Teodora Manirolo        | Giovanni Manirola                |  |  |       |  |  |                        |  |  |                       |  |
|                                |                    | Teodora Manirolo        | …                                |  |  |       |  |  |                        |  |  |                       |  |
| Francesco Maria I della Rovere |                    | Teodora Manirolo        |                                  |  |  |       |  |  |                        |  |  |                       |  |
|                                |                    | Federico da Montefeltro | Guidantonio da Montefeltro       |  |  |       |  |  |                        |  |  |                       |  |
|                                |                    | Federico da Montefeltro | Guidantonio da Montefeltro       |  |  |       |  |  |                        |  |  |                       |  |
|                                |                    | Federico da Montefeltro | Elisabetta degli Accomanducci    |  |  |       |  |  |                        |  |  |                       |  |
| Giovanna da Montefeltro        |                    | Federico da Montefeltro |                                  |  |  |       |  |  |                        |  |  |                       |  |
|                                |                    | Battista Sforza         | Alessandro Sforza                |  |  |       |  |  |                        |  |  |                       |  |
|                                |                    | Battista Sforza         | Alessandro Sforza                |  |  |       |  |  |                        |  |  |                       |  |
|                                |                    | Battista Sforza         | Costanza da Varano               |  |  |       |  |  |                        |  |  |                       |  |
| Elisabetta della Rovere        |                    | Battista Sforza         |                                  |  |  |       |  |  |                        |  |  |                       |  |
|                                | Federico I Gonzaga | Ludovico III Gonzaga    |                                  |  |  |       |  |  |                        |  |  |                       |  |
|                                | Federico I Gonzaga | Ludovico III Gonzaga    |                                  |  |  |       |  |  |                        |  |  |                       |  |
|                                | Federico I Gonzaga | Barbara di Brandeburgo  |                                  |  |  |       |  |  |                        |  |  |                       |  |
| Francesco II Gonzaga           | Federico I Gonzaga |                         |                                  |  |  |       |  |  |                        |  |  |                       |  |
|                                |                    | Margherita di Baviera   | Alberto III di Baviera           |  |  |       |  |  |                        |  |  |                       |  |
|                                |                    | Margherita di Baviera   | Alberto III di Baviera           |  |  |       |  |  |                        |  |  |                       |  |
|                                |                    | Margherita di Baviera   | Anna di Braunschweig-Grubenhagen |  |  |       |  |  |                        |  |  |                       |  |
| Eleonora Gonzaga della Rovere  |                    | Margherita di Baviera   |                                  |  |  |       |  |  |                        |  |  |                       |  |
|                                |                    | Ercole I d'Este         | Niccolò III d'Este               |  |  |       |  |  |                        |  |  |                       |  |
|                                |                    | Ercole I d'Este         | Niccolò III d'Este               |  |  |       |  |  |                        |  |  |                       |  |
|                                |                    | Ercole I d'Este         | Ricciarda di Saluzzo             |  |  |       |  |  |                        |  |  |                       |  |
| Isabella d'Este                |                    | Ercole I d'Este         |                                  |  |  |       |  |  |                        |  |  |                       |  |
|                                |                    | Eleonora d'Aragona      | Ferdinando I di Napoli           |  |  |       |  |  |                        |  |  |                       |  |
|                                |                    | Eleonora d'Aragona      | Ferdinando I di Napoli           |  |  |       |  |  |                        |  |  |                       |  |
|                                |                    | Eleonora d'Aragona      | Isabella di Chiaromonte          |  |  |       |  |  |                        |  |  |                       |  |
|                                |                    | Eleonora d'Aragona      |                                  |  |  |       |  |  |                        |  |  |                       |  |